# Exocentrus argenteipennis
Exocentrus argenteipennis är en skalbaggsart som beskrevs av Stefan von Breuning 1957. Exocentrus argenteipennis ingår i släktet Exocentrus och familjen långhorningar. Inga underarter finns listade i Catalogue of Life.